# Михайловка (Курьинский район)
Михайловка — село в Курьинском районе Алтайского края, в составе Усть-Таловского сельсовета.
Уличная сеть
ул. Заречная
ул. Центральная

## Географическое положение

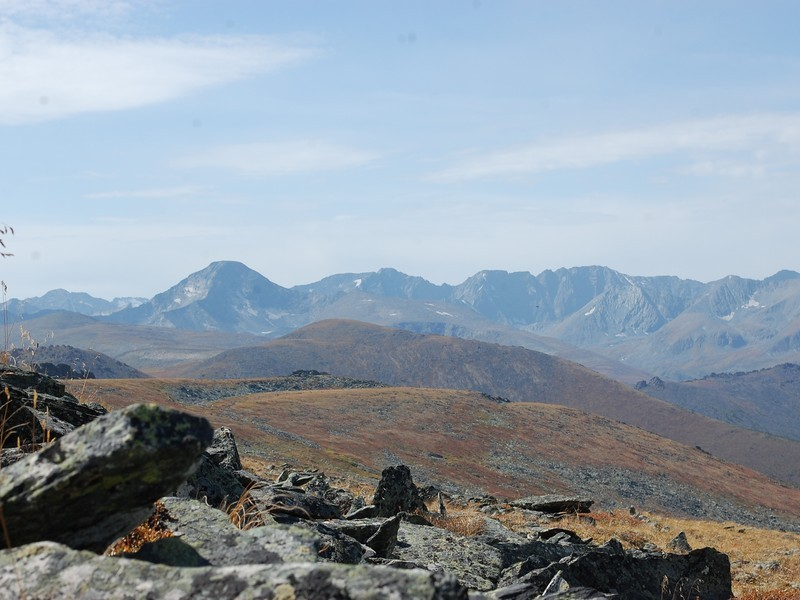
Фотографии Горного Алтая, 2015 год.

Расстояние до: 
районного центра Курьи 20 км
областного центра Барнаула 307 км.

## Население
| 1997 | 1998 | 1999 | 2000 | 2001 | 2002 | 2003 |
| ---- | ---- | ---- | ---- | ---- | ---- | ---- |
| 163  | ↘152 | ↗166 | ↘154 | ↘152 | ↘125 | ↘123 |
| 2004 | 2005 | 2006 | 2007 | 2008 | 2009 | 2010 |
| ↘117 | ↘93  | ↘85  | ↘56  | ↘30  | ↘22  | ↘17  |
| 2011 | 2012 | 2013 |      |      |      |      |
| ↗18  | ↘12  | →12  |      |      |      |      |

## Инфраструктура
образование
Поскольку численность населения резко сократилась, в поселении закрыта общеобразовательная школа.
сельское хозяйство
Жители ведут, в основном, личное подсобное хозяйство.
культура
Неизвестно, сохранился ли в селе клуб или другой пункт общего досуга, так как в селе осталось только 12 жителей.

## География
Муниципальное образование находится на предалтайской предгорной равнине — переходной зоне между равниной и горами Алтая. Однообразный степной рельеф со слабо выраженными холмами, смешанные и хвойные леса. Почвы — песочные, суглинистые и супесные породы.
Растительность представлена, в основном, разнотравьем. Сельское хозяйство развивается в довольно суровых климатических условиях, случаются периодические засухи.
Село расположено на реке Миловановка (ниже по течению — Гарновка), приток реки Поперечная.

## Климат
Климат в данной местности резко континентальный. Зимы, как правило, малоснежные, морозные (от −30 до −39° С) и ветреные. Часто случаются сильные метели. Лето короткое и жаркое (+30,35° С).